# Túneles de Islandia

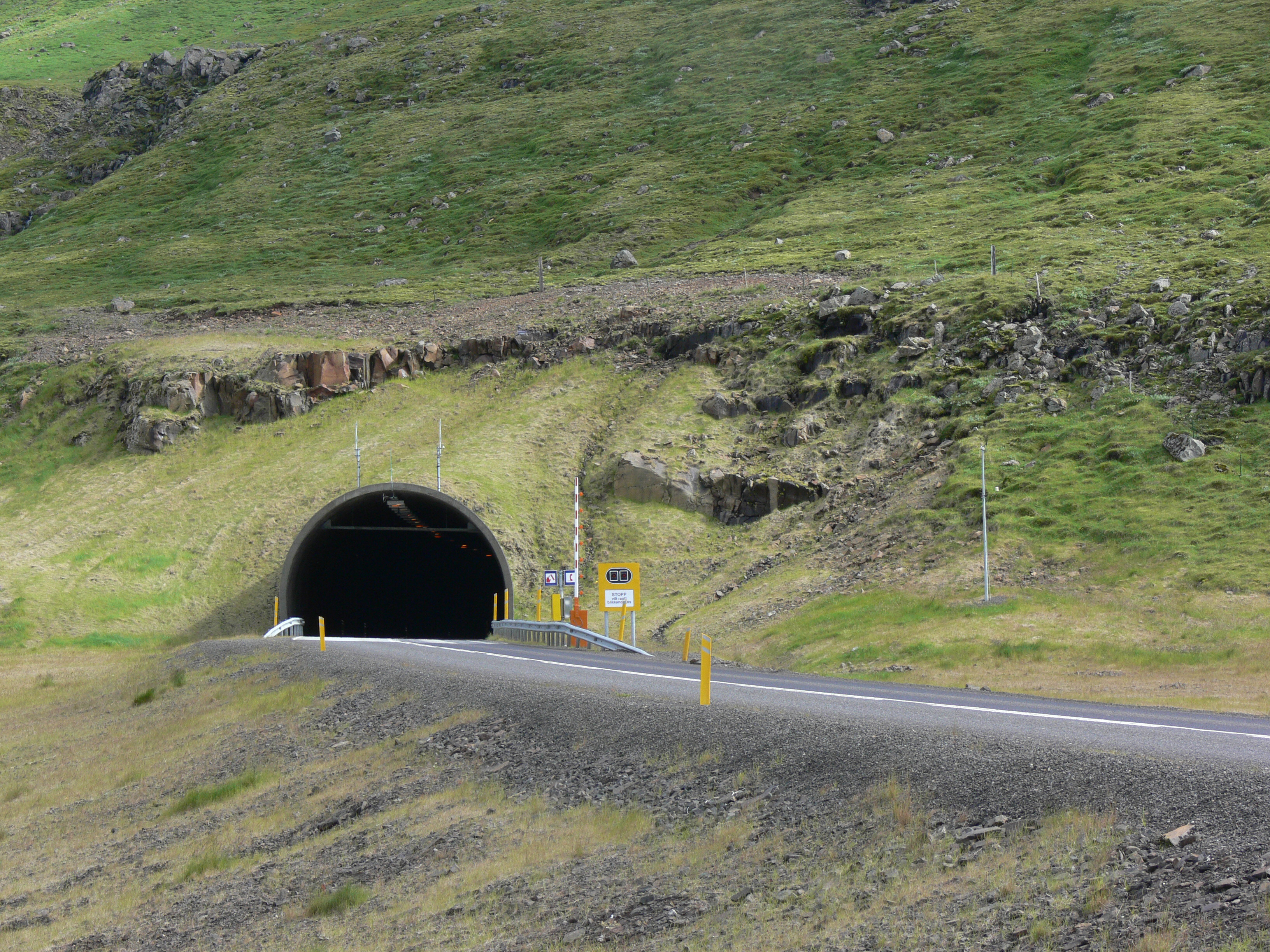
Entrada del túnel Fáskrúfjarðargöng, en Austurland.

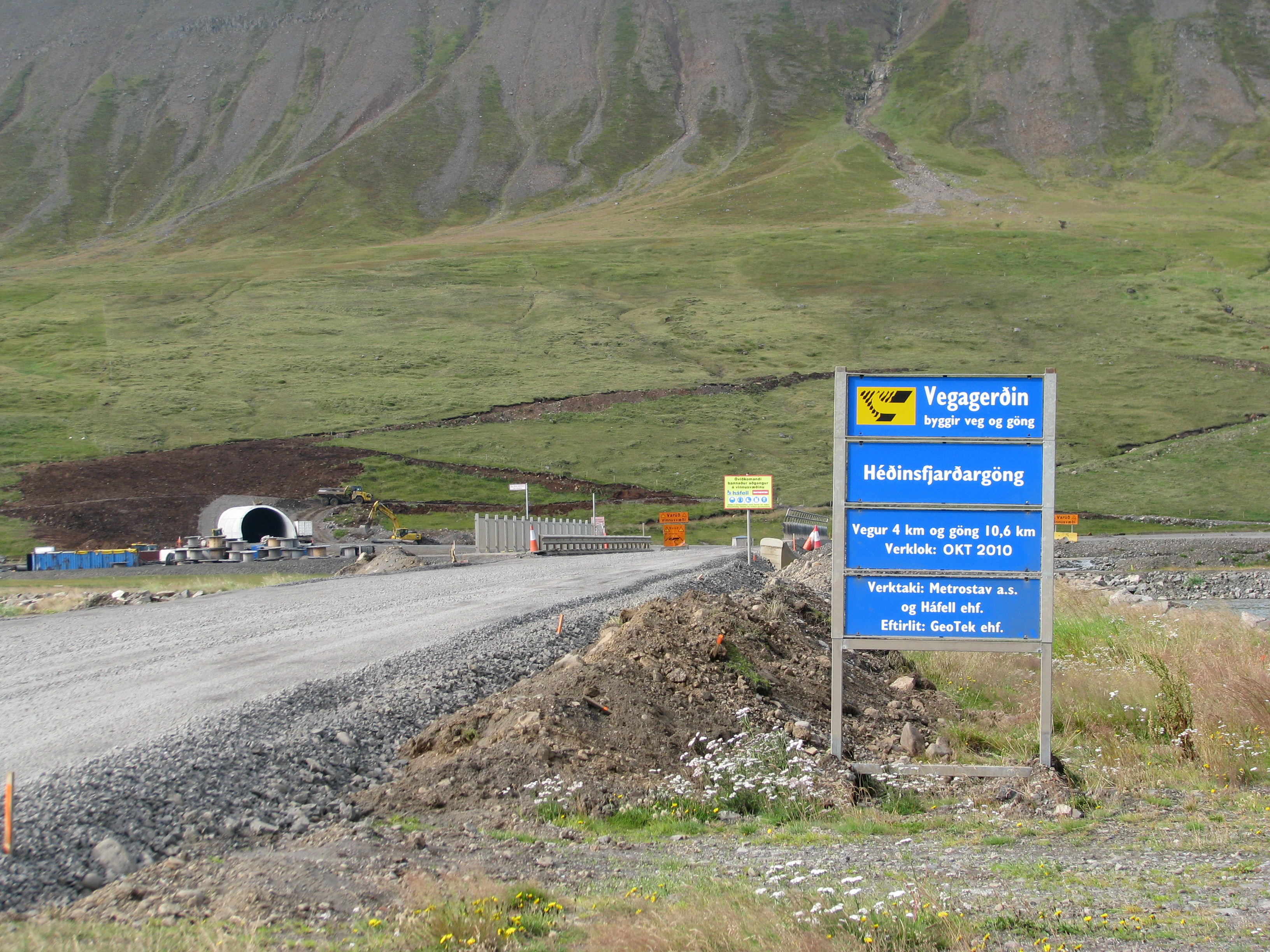
Entrada del Hédinsfjardargöng por el Ólafsfjördur.

Hay quince túneles en Islandia y uno en planificación.

## Características
Buscan evitar que las ciudades más pequeñas o remotas en invierno permanezcan aisladas debido a abundantes nevadas que a menudo conducen al cierre de las carreteras. Por eso, la mayoría se encuentra en las regiones alejadas de Austurland, Norðurland eystra y Vestfirðir.
El túnel que atraviesa el fiordo de Hvalfjörður, a 165 metros bajo el agua, es uno de los más largo del mundo de ese tipo.

## Historia
El primer túnel en el país, situado en Norðurland vestra, se abrió en 1967 cerca de la ciudad de Siglufjörður (hoy Fjallabyggd) para conectarse con el resto del país. El segundo, inaugurado en 1977 y situado en Austurland, sustituyó a una carretera apenas pasable que cruzó la Oddsskarð (aguas arriba del este de Islandia) que podría ser utilizado sólo durante el corto verano y Neskaupstaður que conecta con el resto del país. El tercero se abrió en 1992 y reemplazado en Ólafsfjörður un camino muy peligroso. 
Con los avances técnicos y el aumento de la prosperidad de Islandia en la década de 1990, era posible abrir nuevos túneles que no era posible antes. En 1996 se abrió Vestfjarðagöng que puso fin al aislamiento de tres aldeas de la región de Vestfirðir, comunicándolas por vía terrestre con la capital Isafjordur.

## Lista de túneles

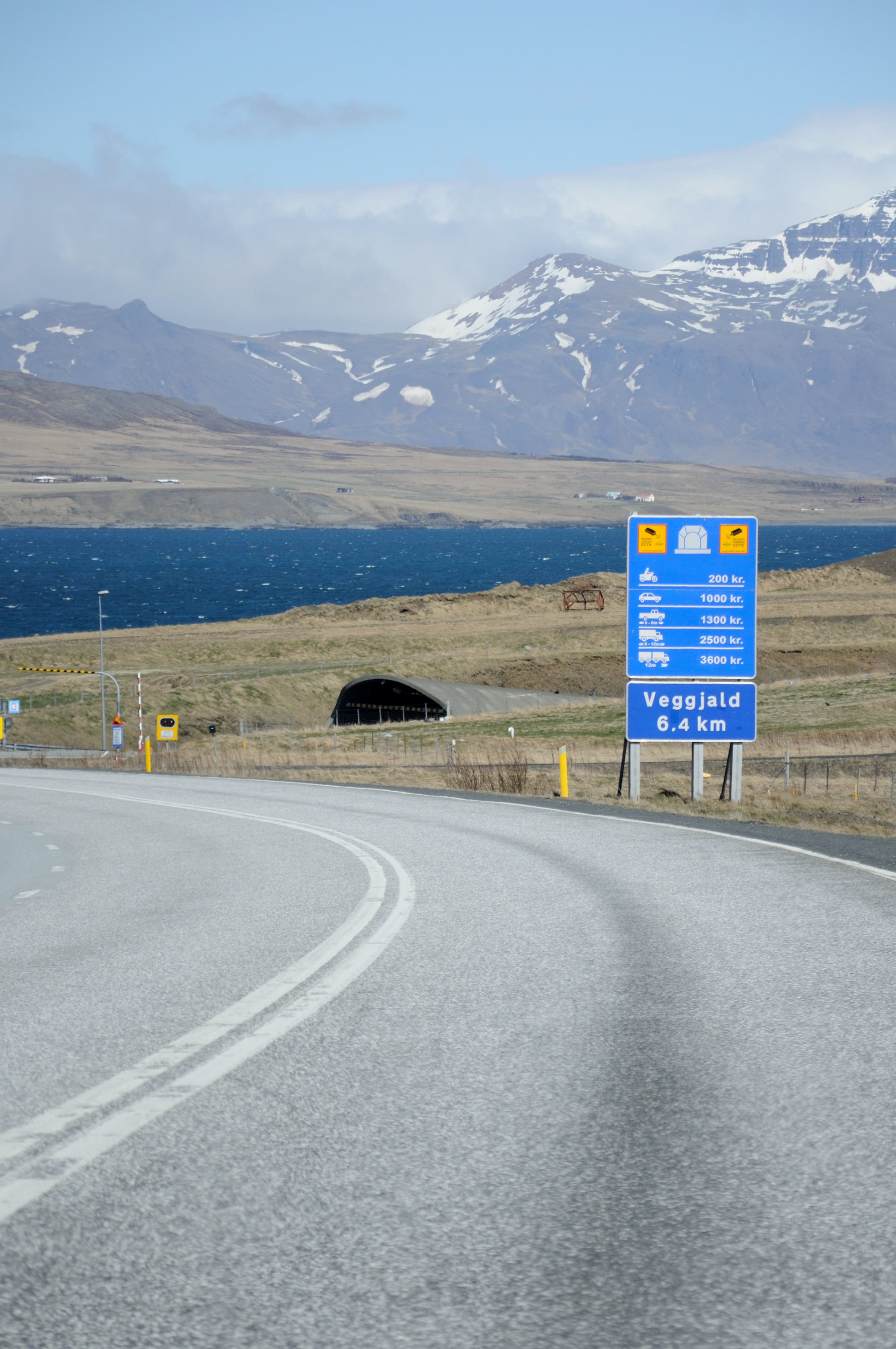
Túnel de Hvalfjörður, en las regiones de Höfuðborgarsvæðið y Vesturland.

| Nombre              | Distancia (m) | Inauguración | Región                       | Vía     |
| ------------------- | ------------- | ------------ | ---------------------------- | ------- |
| Vestfjarðagöng      | 9.120         | 1996         | Vestfirðir                   | 60 y 65 |
| Héðinsfjarðargöng   | 6.910         | 2010         | Norðurland eystra            | 76      |
| Fáskrúðsfjarðargöng | 5.850         | 2005         | Austurland                   | 96      |
| Hvalfjörður         | 5.770         | 1998         | Höfuðborgarsvæðið-Vesturland | 1       |
| Bolungarvíkurgöng   | 5.156         | 2010         | Vestfirðir                   | 61      |
| Héðinsfjarðargöng   | 3.650         | 2010         | Norðurland eystra            | 76      |
| Múlagöng            | 3.400         | 1991         | Norðurland eystra            | 82      |
| Almannaskarðsgöng   | 1.308         | 2005         | Austurland                   | 1       |
| Strákagöng          | 800           | 1967         | Norðurland vestra            | 76      |
| Oddskarðsgöng       | 640           | 1977         | Austurland                   | 92      |
| Arnardalshamar      | 30            | 1948         | Vestfirðir                   | 61      |